# Úttörőinduló
Az Úttörő induló az úttörőmozgalom himnusza volt. Zenéjét Kodály Zoltán szerezte 1947-ben. Az induló szövegét Raics István írta 1947-ben.
Kodály dallamára Jankovich Ferenc másik szöveget írt Hipp, hopp! virradóra fölkapunk a pejcsikóra kezdettel.
A dal a Bicinia Hungaricában jelent meg mindkét szöveggel.

## Felvételek
- Úttörőinduló. Csányi László  YouTube (2011. július 27.)  (Hozzáférés: 2016. augusztus 9.) (audió, fényképsorozat)